# Trichiorhyssemus bisigillatus
Trichiorhyssemus bisigillatus är en skalbaggsart som beskrevs av Bénard 1924. Trichiorhyssemus bisigillatus ingår i släktet Trichiorhyssemus och familjen Aphodiidae. Inga underarter finns listade i Catalogue of Life.